# Crise du riz de 2008

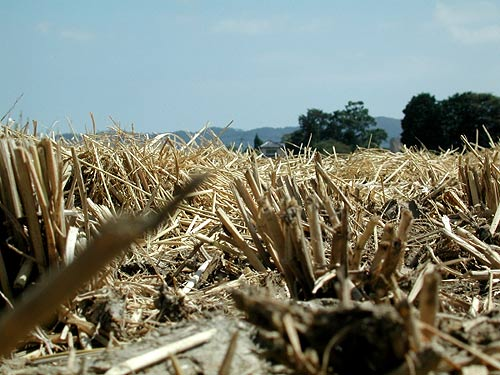
Aspect d'une rizière après la récolte (Japon).

La crise du riz de 2008 s'est produite entre janvier et mai 2008, lorsque le prix du riz sur le marché mondial a fortement augmenté, de plus de 300 % (de 300 à 1 200 dollars américains la tonne) en seulement quatre mois.
En décembre 2008, les prix avaient considérablement diminué, mettant un terme à la crise, même s'ils n'avaient pas retrouvé leur niveau précédent.

## Causes
Bien que la crise du riz se soit produite en même temps que la crise alimentaire mondiale de 2007-2008, le prix du riz constitue un cas particulier.
En effet, les hausses de prix sont imputables à l'augmentation des prix du pétrole et des produits pétrochimiques (qui ont atteint un pic en juillet 2008), et aux restrictions à l'exportation édictées par certains pays.
Pour tenter de protéger leurs ressortissants de la hausse des prix du riz due au coût croissant du pétrole, certains gouvernements nationaux, à savoir l'Inde et le Vietnam, ont décidé de limiter les exportations de riz.
En partie à cause de l'augmentation des prix du blé, le gouvernement indien a décidé d'augmenter la part du riz (devant le blé) dans ses programmes de distribution alimentaire.
Afin de garantir la sécurité alimentaire du pays, l'Inde (origine de plus de 10 % du commerce mondial du riz) a cessé toute exportation de riz non-basmati en octobre 2007, puis levant temporairement cette interdiction, avant de l'appliquer à nouveau en avril 2008 et certains détaillants ont commencé à rationner  les ventes, par crainte d'une insuffisance des approvisionnements mondiaux de cette céréale. Le Vietnam, craignant une pénurie due à une vague de froid dans le delta du fleuve Rouge à la mi-janvier 2008, interdit les ventes aux négociants en riz  internationaux.
Ces deux cas ont entraîné une augmentation régulière des prix au cours des premiers mois de 2008. D'autres pays, dont l'Égypte et le Pakistan, ainsi que le Brésil, ont suivi en imposant leurs propres restrictions aux exportations de riz, contribuant ainsi à augmenter encore plus les prix.
À la fin avril 2008, le prix du riz atteignait 24 cents la livre, soit le double de son niveau sept mois plus tôt.
Six années de sécheresse dans les régions rizicoles d'Australie ont pu aussi pousser les gens à craindre une réduction des approvisionnements mondiaux en riz et contribuer à provoquer une augmentation subséquente des prix mondiaux.

## Effets
Le Japon, qui produit assez de riz pour ses besoins nationaux, a maintenu un prix constant et n'a connu aucun problème de consommation. Par contre, les pays d'Afrique de l'Ouest, ainsi que les Philippines, dépendant des importations pour leur approvisionnement en cet aliment de base qu'est le riz, ont été particulièrement touchés par l'augmentation des prix.
La panique croissante sur les prix de détail aux Philippines s'est répandue en Asie. Selon l'économiste Peter Timmer, « les gens ont paniqué partout ; À Hô-Chi-Minh-Ville, centre du deuxième exportateur d'excédents de riz au monde, les supermarchés et les marchés du riz ont été dévalisés en deux jours.
Le 15 avril 2008, les Philippines, premier pays importateur mondial de riz, ont exhorté la Chine, le Japon et d'autres pays-clés d'Asie, à convoquer une réunion d'urgence, pour se saisir en particulier du problème des interdictions d'exportation de riz de ces pays. « Le libre-échange devrait s'écouler librement» a déclaré Arthur Yap, ministre de l'Agriculture de Philippines.
À la fin avril 2008, le gouvernement des Philippines a demandé que la Banque mondiale exerce des pressions sur les pays exportateurs de riz pour qu'ils mettent fin aux restrictions à l'exportation.
Les consommateurs de riz asiatiques et les négociants en produits agricoles de base du monde entier avaient pris conscience du problème depuis des mois, mais il n'a focalisé l'attention aux États-Unis qu'à partir du 21 avril 2008, lorsqu'un magasin Costco  de San Francisco (Californie) a décidé de limiter les achats de riz à cinq sacs de 20 livres par client.
Quelques jours plus tard, le 23 avril, le magasin a réduit ce nombre à deux. Le même jour, la chaîne Sam's Club du groupe  Wal-Mart annonçait qu'elle limitait  à quatre par client les ventes de sacs de riz à grains longs. Selon d'autres sources, ces limites ne concernaient que le riz importé, le riz à grains moyens, non importé, restant relativement abondant.
Le 23 avril également, les  expéditions de riz thaïlandais  à un important grossiste canadien de riz, Western Mills, ont cessé brusquement : « Nous n'avons jamais vu rien de tel dans l'histoire de cette entreprise », a déclaré Lawry Poupart, responsable de l'entreprise qui fournit des chaînes de supermarchés importantes, notamment Safeway et Save-On-Foods.

### Émeutes alimentaires
Des émeutes de protestation contre la hausse du prix de la nourriture ont éclaté à Haïti le 4 avril 2008, provoquant plusieurs morts. ces émeutes étaient dues principalement au bond du prix du riz, « ingrédient principal du régime alimentaire des Haïtiens ».
Six personnes ont été tuées lors de ces troubles, y compris un casque bleu de l'ONU le 12 avril, et l'agitation n'a cessé que lorsque le Premier ministre du pays a démissionné et que le gouvernement a abaissé le prix du paquet de riz.
Ces développements ont provoqué des alarmes dans les plus hautes sphères chargées de l'analyse et de la planification économique mondiale,.

## Sortie de crise
Bien qu'il n'y ait pas eu de réelle pénurie physique de riz, la montée des prix a entraîné une panique due à la crainte que les approvisionnements ne soient pas suffisants pour faire face à la demande. Cette crainte a diminué dès lors que le gouvernement des États-Unis a autorisé le Japon à exporter du riz américain non vendu (stocké au Japon par décision de l'Organisation mondiale du commerce). À partir du 16 mai, l'anticipation de ces mouvements avait déjà provoqué une baisse des prix de 14 % en une seule semaine.
Bien que le riz du Japon n'ait jamais été vendu ni expédié, le prix du marché mondial a continué de baisser chaque mois en 2008 et  par la suite.